# 蒙托里
蒙托里（法語：Montory，法語發音：[mɔ̃tɔʁi]）是法国大西洋比利牛斯省的一个市镇，位于该省南部，属于奥洛龙-圣玛丽区。

## 地理
蒙托里（43°5'49"N, 0°49'4"W）面积20.45 平方千米，位于法国新阿基坦大区大西洋比利牛斯省，该省份为法国东南部省份，涵盖了贝阿恩与北巴斯克，西临大西洋比斯開灣，北至朗德省，东北接热尔省，东临上比利牛斯省，南与西班牙接壤。
与蒙托里接壤的市镇（或旧市镇、城区）包括：巴尔屈斯、奥镇、拉甘日-雷斯图、拉讷昂巴雷图斯、塔尔代茨-索罗吕斯。
蒙托里的时区为UTC+01:00、UTC+02:00（夏令时）。

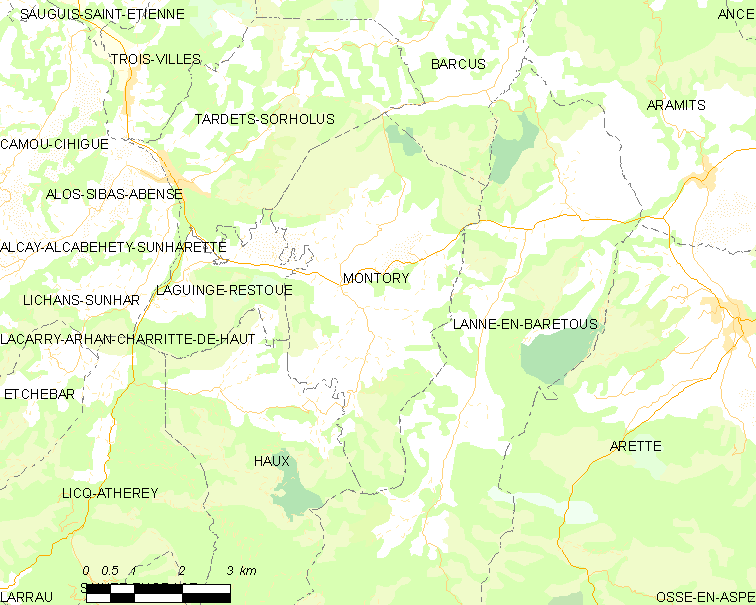
蒙托里的OSM定位图

## 行政
蒙托里的邮政编码为64470，INSEE市镇编码为64404。

## 政治
蒙托里所属的省级选区为巴斯克山地县。

## 交通
省道D59线、D759线和D918线在蒙托里交汇。

## 人口

1962-2008年间蒙托里人口变化图示

蒙托里于2022年1月1日时的人口数量为314人。